# Polibote

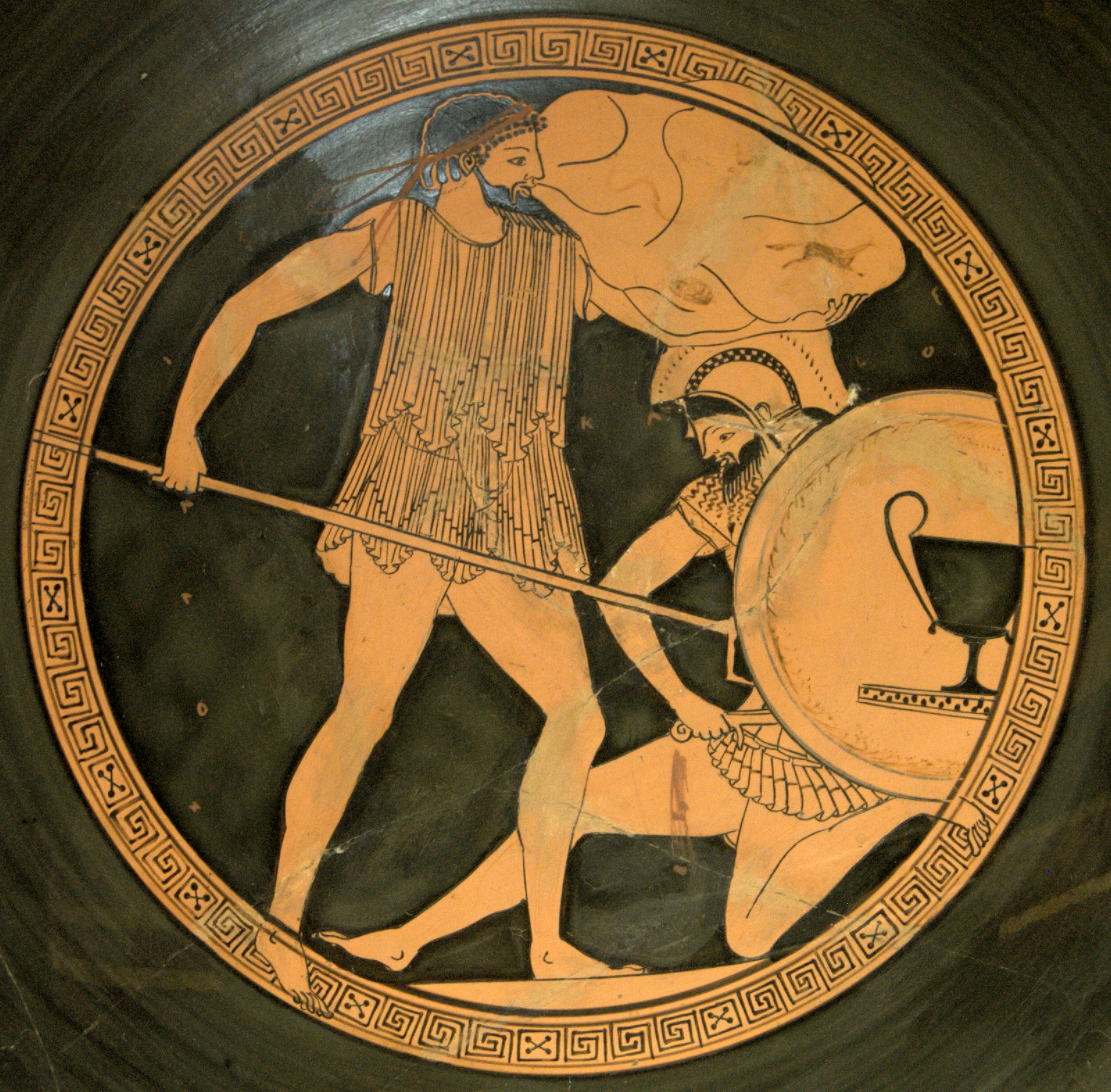
Polibote e Poseidone

Polibote (in greco antico: Πολυβώτης?, Polybótes) era nella mitologia greca il nome di uno dei Giganti nati dal sangue di Urano, caduto sulla terra quando venne mutilato dal figlio Crono, che combatterono contro gli dei dell'Olimpo nella Gigantomachia.
Come ogni Gigante Polibote aveva il compito di distruggere una divinità specifica: la sua era Poseidone, il dio del mare. Si narra che il tocco di Polibote trasformasse l'acqua in veleno.
Durante la Gigantomachia Polibote fu inseguito da Poseidone attraverso il mare, fino all'isola di Kos. Lì, il dio staccò un pezzo dell'isola col suo tridente e glielo scagliò addosso, seppellendolo, dando origine all'isola di Nisiro.